# Куп Мађарске у фудбалу 1929/30.
Куп Мађарске у фудбалу 1929/30. (мађ. 1929–1930-es magyar labdarúgókupa) је било 12. издање серије, на којој је екипа ФК Бочкаји тријумфовала по 1. пут. 
Турнир није био заказан за сезону 1928-1929.

## Четвртфинале
| 1. екипа       | Резултат     | 2. екипа           |
| -------------- | ------------ | ------------------ |
| ФК Ференцварош | 3 : 2        | ФК Ујпешт          |
| ФК Бочкаји     | 4 : 2        | ФК Шомођ           |
| ФК Шабарија    | 1 : 1, 2 : 0 | ФК Трећи округ ТВЕ |
| Башча Сегедин  | +:-          | Хунгарија          |

## Полуфинале
| 1. екипа      | Резултат | 2. екипа       |
| ------------- | -------- | -------------- |
| ФК Бочкаји    | 2 : 0    | ФК Ференцварош |
| Башча Сегедин | 3 : 2    | ФК Шабарија    |

## Утакмица за треће место
| 1, екипа       | Резултат | 2. екипа    |
| -------------- | -------- | ----------- |
| ФК Ференцварош | 7 : 1    | ФК Шабарија |

## Финале
| ФК Бочкаји                                           | 5 : 1 | Башча Сегедин |
| ---------------------------------------------------- | ----- | ------------- |
| 5’ 12’ 23’ Телеки · 10’ Имре Маркош · 25’ Тибор Шаги |       | 13’ Ђула Китл |